# Rio Pojuca
Rio Pojuca är ett vattendrag i Brasilien.   Det ligger i delstaten Bahia, i den östra delen av landet, 1 100 km öster om huvudstaden Brasília.
Ovanför huvudorten i Pojuca heter floden Rio Catu. Den mynnar i havet omkring tre kilometer söder om Praia do Forte.